# 思想闘争
思想闘争（しそうとうそう）とは、大辞林の定義では共産主義運動において、革命的プロレタリア思想をもってするブルジョア思想との闘争。毛沢東選集の第五巻には思想闘争についての項目が存在しており、思想闘争とはどのようなものでどのようにするべきであるか、そして誤っていた者を正すための策などが解説されている。